# Kotka-Hamina

Lage der Verwaltungsgemeinschaft Kotka-Hamina in Finnland

Die Verwaltungsgemeinschaft Kotka-Hamina (finnisch Kotka–Haminan seutukunta) ist eine von zwei Verwaltungsgemeinschaften (seutukunta) der finnischen Landschaft Kymenlaakso und umfasst insgesamt circa 88.000 Einwohner.
Zu der Verwaltungsgemeinschaft Kotka-Hamina gehören die folgenden fünf Städte und Gemeinden:
- Hamina
- Kotka
- Miehikkälä
- Pyhtää
- Virolahti